# رولند وی. لی
رولند وی. لی (انگلیسی: Rowland V. Lee؛ ‏ ۶ سپتامبر ۱۸۹۱ – ۲۱ دسامبر ۱۹۷۵) کارگردان و بازیگر اهل ایالات متحده آمریکا بود.
از آثار او می‌توان به کنت مونت کریستو، شهره شهر نیویورک و پل سن لوئیس ری اشاره کرد.